# Boudouyssou
A Boudouyssou folyó Franciaország területén, a Lot bal oldali mellékfolyója.

## Földrajzi adatok
A folyó Lot megyében Saux-nál ered 260 méteren, és Penne-d’Agenais-nél, Lot-et-Garonne megyében  torkollik a Lot-ba. Hossza 32 km.

## Megyék és helységek a folyócska mentén
- Lot : Saux
- Tarn-et-Garonne
- Lot-et-Garonne : Tournon-d’Agenais, Dausse, Penne-d’Agenais.